# Chiesa di San Nicola di Bari (Roma)
La chiesa di San Nicola è un luogo di culto cattolico di Roma, nel borgo antico di Cesano. Dal punto di vista ecclesiastico, essa è sotto la giurisdizione della Sede suburbicaria di Porto-Santa Rufina.

## Storia
Essa risale all'XI secolo, ma subì diversi rifacimenti e restauri nei secoli successivi. In particolare, fu quasi completamente rifatta nel XVII secolo a causa di un crollo, come attesta una lapide interna datata 1686. Altri restauri importanti furono eseguiti alla fine del XIX secolo e alla fine del secolo scorso: dal 2006 la chiesa è nuovamente aperta al pubblico.

## Arte e architettura
Esternamente essa si presenta in forme assai semplici. La facciata rettangolare presenta un timpano e una finestrella ottagonale ed è affiancata da un campanile. Il portale d'ingresso è sormontato da un arco in marmo, con due finestre ai lati.
L'interno è ad un'unica navata, con abside. La parete destra mostra due archi murati, che davano accesso anticamente alla sacrestia e alla casa del cappellano. In essa vi sono resti di affresco del XIV secolo raffiguranti il Cristo benedicente e la Vergine che allatta il bambino.
La parete sinistra è coperta in parte da una serie di affreschi del XV secolo, un tempo oscurati da intonaco e riportati alla luce all'inizio del XX secolo. Vi si riconoscono diverse figure, tra cui: una Madonna col Bambino, un'altra Madonna con un frutto in mano, Sant'Antonio abate, San Pacomio, San Nicola, un Gesù pantocratore, e la figura più grande che rappresenta San Sebastiano trafitto da arcieri.
Nell'abside si distinguono:
- il catino absidale, ove è raffigurato un Cristo in gloria tra angeli;
- le pareti dell'abside, affrescate da una scena composita rappresentata dalla Madonna in trono col bambino e angeli, affiancata dalle figure di San Giovanni Battista e San Nicola di Bari; un'iscrizione alla base dell'abside data questi affreschi al 1490;
- al centro, è posta una statua in gesso policromo di San Nicola di Bari (XIX secolo), patrono di Cesano.

Interessante è pure un'acquasantiera in marmo della fine del XVI secolo.